# 21618 Sheikh
21618 Sheikh este un asteroid din centura principală de asteroizi.

## Descriere
21618 Sheikh este un asteroid din centura principală de asteroizi. A fost descoperit pe 13 mai 1999 la Socorro, New Mexico, în cadrul proiectului LINEAR. Asteroidul prezintă o orbită caracterizată de o semiaxă mare de 2,16 ua, o excentricitate de 0,20 și o înclinație de 2,6° în raport cu ecliptica.